# 地中海人種

愛爾蘭人，地中海人種。
《Man, Past and Present》(1899年)，奥古斯都·亨利·基恩著

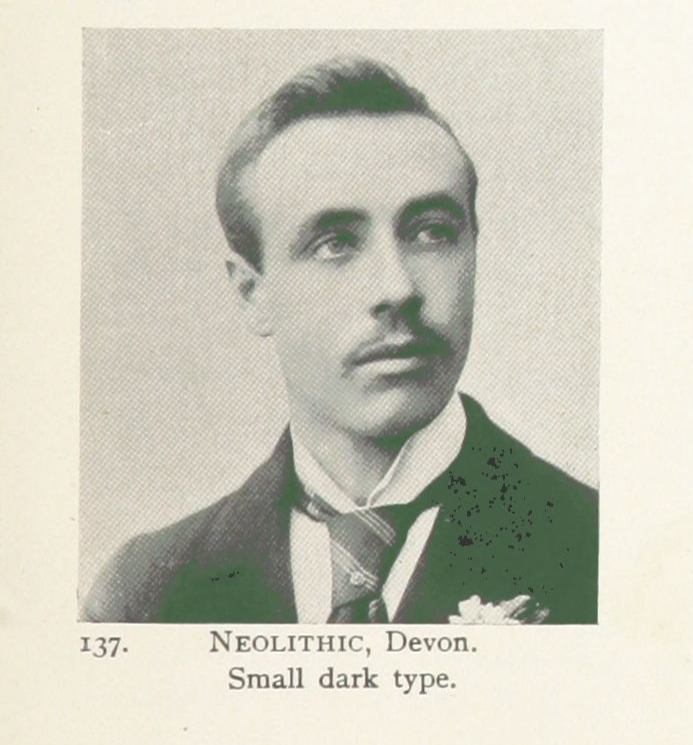
西南英格兰地区德文郡的英格兰人，地中海人种。
《The Races of Europe: A Sociological Study》(1899年)，威廉·Z·里普利著

地中海人種，是人類学在19世纪晚期到20世纪中期对欧洲高加索人種的一種分类。他们分布範圍由爱尔兰西南、苏格兰南部、英国西部、威尔士、德国南部、東欧某些地方、西班牙、南欧、北非、中东、近东、中亚西部、南亚部分地区 。这一套种族理论现已被认为过时且不科学。

## 體貌特徵
地中海人種的特征是暗白膚色，其膚色暗白、黑发、勾鼻、身材强壮、深色眼球、窄头型（頭部長闊是七三之比）、長臉与身材不高（五英尺五英寸左右）。

## 分佈

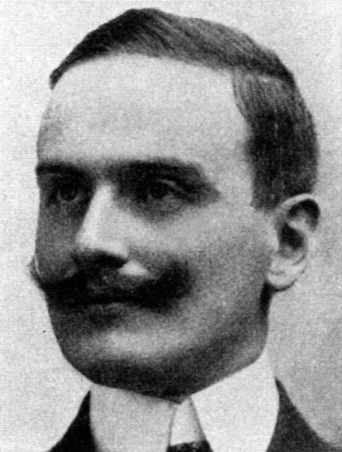
意大利人，地中海人种。《The Racial Elements of European History 》(1927年)，汉斯·京特著。

### 赫胥黎之理論
19世紀英國生物學家托马斯·亨利·赫胥黎認為，地中海人种乃Xanthochroi（即北歐人種，屬高加索人種之一支）與澳大利亚人种之混合類型；東南歐、西亞及南亞之地中海人種，亦與蒙古人種混合。愛爾蘭人、威爾斯人、布列塔尼人、西班牙人、南義大利人、希臘人、亞美尼亞人、阿拉伯人、印度婆羅門階級人等，均屬此種人種。

### 库恩理论
根据人类学家卡尔顿·库恩的说法，地中海人种的“家园和摇篮”在北非和西南亚，从摩洛哥到阿富汗。他进一步指出，地中海人种是巴基斯坦和北印度的主要人口组成部分。库恩说，体型较小的地中海人种在中石器时代从地中海盆地向北陆路进入欧洲。高个子地中海人种（大西洋-地中海人种）是新石器时代的海上入侵者，他们乘坐芦苇船航行，从近东起源地开始在地中海盆地定居。他们还在不列颠和爱尔兰像殖民者一样定居，今天可以看到他们的后代，其特征是深棕色头发、黑眼睛和强壮的特征。库恩在自己的著作中强调了地中海人种的核心作用，声称“地中海人种占据了舞台的中心；他们最集中的地区恰恰是文明最古老的地区。这是可以预料的，因为是他们创造了它从某种意义上说，它产生了它们”。自18世纪后半期开始，伴随着工业革命的兴起，英国的地中海人种人口增长迅速。
另有論者認為，在撒丁尼亚与科西嘉有正宗的地中海人种。

## 種族理论
19世纪前，地中海人種是地中海与中东，印度文明奠基人与传播人（美索不達米亞，波斯，埃及，印度，迦太基，希臘和羅馬）。但在19世纪末科学种族主义与白人至上主义者兴起后，评價趋于低下，地中海人種被指与黑人混合導致罗马帝国覆亡。且在北欧种族主义者眼中不是真正白人，其与被认为是最优越的北欧人种相比，地中海人种被划分为高加索人种中较为低劣的一栏中。地中海人种被认为在工业革命后在英国迅速增长，尤其以城市地区为甚，在前工业革命时代时，与北欧人种相比，该人种本为稀少的少数群体（占英国人口中的少量人种构成因素），但因该人种适应了该时代的生存法则，当时的劳动阶级人口多为地中海人种（与贵族阶级倾向为北欧人种成为对比），表现为适应了早期卫生条件差且拥挤的城市生活与城市化人口增长等因素，同时北欧人种却因为战争与移民而大量流失，只在空气与环境素质优良的乡村地区繁盛，使得地中海人种元素在世代中翻倍上升，这种占少数的较古老人种增长的现象被诸多20世纪初的人类学家称之为“再现”（英语：Re-emergence），意为通过差异选择机制，以混血人口为载体，重新出现一个古老的人种实体。非北欧人种的上升趋势被称为“去北欧化”（Denordization），当时的科学种族主义与北欧种族主义者纷纷对这种趋势感到担忧，他们认为法国与德国也同样遭遇了类似情况（阿尔卑斯人种增多并占据主导地位）。在1950年代之后，人类学家將地中海人種当作整体白人不再细分。
20世紀初一位意大利人類學家朱塞佩·塞吉說他們其實發源於東非，他們與早期智人關係比其他人種密切。